# Kamil Szpojankowski
Kamil Szpojankowski – polski matematyk, doktor habilitowany nauk ścisłych i przyrodniczych, profesor Politechniki Warszawskiej.

## Kariera naukowa
W 2010 roku na Politechnice Warszawskiej uzyskał tytuł magistra matematyki. W 2014 roku na Wydziale Matematyki i Nauk Informacyjnych tej samej uczelni uzyskał stopień doktora nauk matematycznych w zakresie matematyki na podstawie rozprawy pt. Własności typu lukacsowskiego w wolnej probabilistyce, której promotorem był prof. Jacek Wesołowski. W 2015 roku został zatrudniony na tejże uczelni, a w 2022 roku uzyskał na niej stopień doktora habilitowanego nauk ścisłych i przyrodniczych w dyscyplinie matematyki na podstawie pracy pt. Kumulanty boolowskie w wolnej probabilistyce.